# 學田 (地名)
學田，是臺灣臺中市烏日區的一個傳統地域名稱，位於該區西北部凸出部分的北部。相較於今日行政區，其範圍大致為學田里不含東南端凸出部分及西南部凸出部分。

## 歷史
台灣清治末期至日治初期，學田地區為一街庄，稱為「學田庄」，隸屬於捒東下堡。該庄西北與王田庄為鄰，東北與同安厝庄為鄰，東南邊為鎮平庄、烏日庄，西南邊為朥(月胥)庄。
1901年（日治明治三十四年）11月，全台廢縣廳改設二十廳，該庄隸屬於臺中廳。1903年（明治三十六年）6月，該庄編入「烏日區」，隸屬於臺中廳。1909年（明治四十二年）10月，合併二十廳為十二廳，烏日區隸屬不變。1920年（大正九年），全台地方制度大改正，廢十二廳改設五州二廳，該庄改制為「學田」大字，隸屬於臺中州大屯郡烏日庄。
戰後烏日庄改制為烏日鄉，隸屬於臺中縣，大字亦改制為村。1950年10月，中、彰、投分治，烏日鄉仍隸屬臺中縣。2010年12月，臺中縣市合併為直轄臺中市，烏日鄉改制為烏日區，村亦改制為里。

## 聚落
本地區發展較早的聚落為學田、番仔井，在日治期初期的官方地圖上已有記載。此外，本地區尚有下學田聚落。

## 交通
國道1號又稱「中山高速公路」，是台灣西部兩條縱向高速公路之一，大致以北偏東—南偏西走向繞大彎轉東北—西南走向經過學田地區東南端近邊界地帶。境內未設交流道，北側最近的是市道136號交會處的南屯交流道，南側最近的是省道台1線交會處的王田交流道。由此等可快速前往國道1號沿線各地。
省道台74線原稱「中彰快速道路」，現稱「快官霧峰線」，是彰化縣快官繞行順時針臺中市區外圍至霧峰的快速道路，大致以南向北經過本地區東南部邊界地帶外不遠處。由該道路向南可前往烏日、彰化快官接省邊台74甲線前往花壇並止於省道台1線路口，向北可前往南屯、西屯、北屯西北部、潭子南部、北屯中部、太平、大里、霧峰等地。該道路在本地區東南部邊界外緣設有高鐵台中交流道，可連絡高鐵台中站。
市道125號（安和路）是大雅至成功的道路，大致以北北東—南南西走向轉北北西—南南東走向蜿蜒經過本地區中部偏東地帶。由該道路向北北東可前往同安厝、番社腳、山子腳、知高、下七張犁、水堀頭、林厝、下橫山、大雅市區並止於省道台1乙線路口，向南南東轉南偏西可前往朥(月胥)並止於省道台1乙線另一路口。
區道中75-1線（成功西路）是坪頂至三和村的道路，大致以西北—東南走向轉北北東—南南西走向再轉北北西—南南東走向再轉東北—西南走向經過本地區西北部與王田的邊界地帶。由該道路向西北可前往王田與同安厝交界地帶、王田與番社腳交界地帶、井子頭、新庄子並止於坪頂附近西屯路西側端點路口，向西南轉東南可前往朥(月胥)並止於省道台1乙線路口。